# Тиса (Марамуреш)
Тиса (рум. Tisa) насеље је у Румунији у округу Марамуреш у општини Бочикоју Маре. Oпштина се налази на надморској висини од 294 m.

## Становништво
Према подацима из 2002. године у насељу је живело 1345 становника.

### Попис2002.
| Расподела становништва по националности 2002.‍ | Расподела становништва по националности 2002.‍ | Расподела становништва по националности 2002.‍ | Расподела становништва по националности 2002.‍ | Расподела становништва по националности 2002.‍ |
| --------------------------------------------- | --------------------------------------------- | --------------------------------------------- | --------------------------------------------- | --------------------------------------------- |
|                                               |                                               |                                               |                                               |                                               |
| Румуни                                        | Румуни                                        |                                               | 920                                           | 68,4%                                         |
| Мађари                                        | Мађари                                        |                                               | 200                                           | 14,9%                                         |
| Украјинци                                     | Украјинци                                     |                                               | 220                                           | 16,4%                                         |
| Немци                                         | Немци                                         |                                               | 5                                             | 0,4%                                          |